# いすゞ・ギガ
ギガ（GIGA）は、いすゞ自動車が製造する大型トラックである。海外では2代目Cシリーズ及びEシリーズとして販売される。

## 初代（単車系: 1994年 - 2015年、トラクタ系: 1995年 - 2016年）

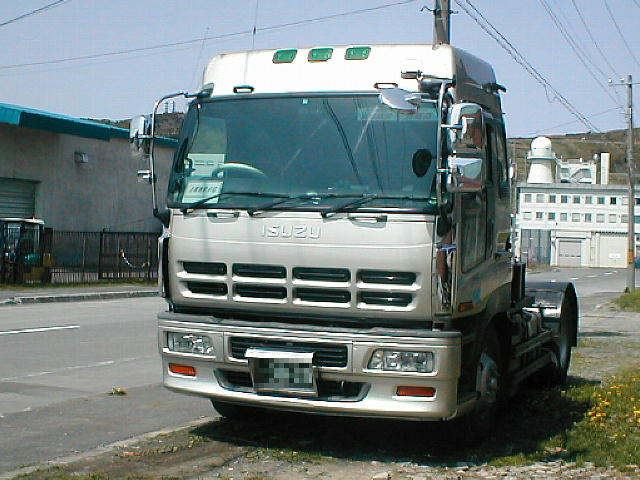
ギガマックス KC-EXRもしくはEXD52D2型　1997年 - 2000年式

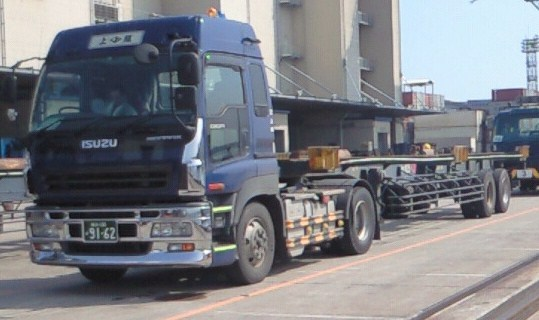
ギガ PJ-EXRもしくはEXD52D6型　2005年 - 2007年式

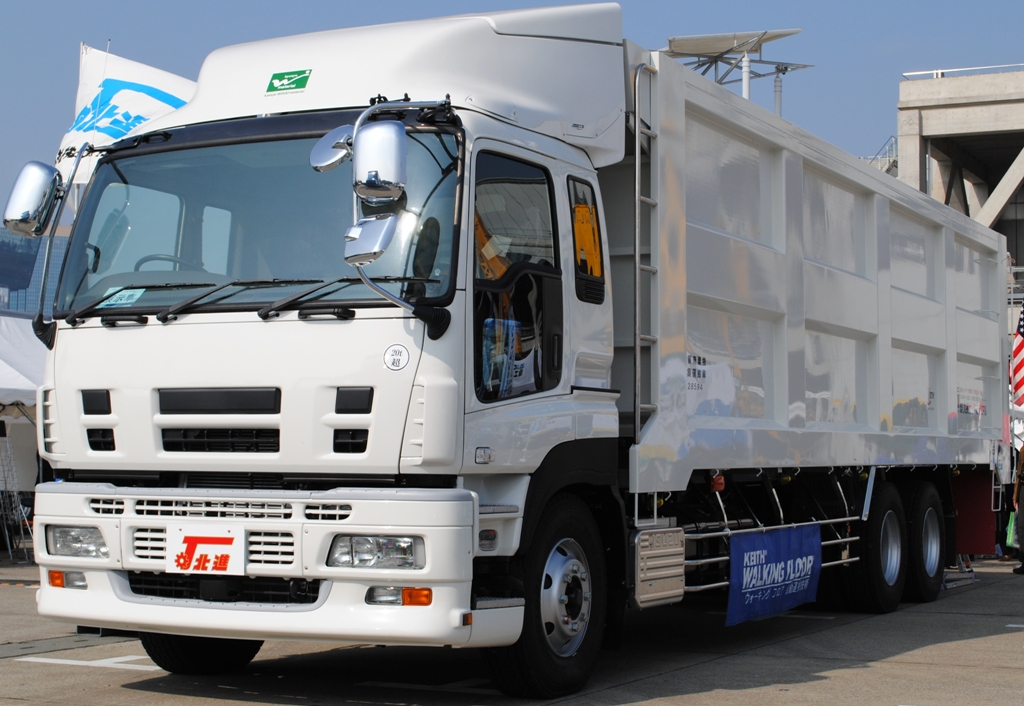
ギガ PDG-CYMもしくはCYL系　2007年 - 2010年式

- 1994年（平成6年）11月28日 - 810の後継車種として登場[1]。単車系の型式がKC-C##系、翌年登場のトラクタ系がKC-EX#系であり、型式の末尾に1が入る（例: KC-CXZ81K1型）。この数字は1型である事を意味し、ダンプなどの架装によっては英字が数字の後に続く（例: KC-CXZ81K1D型）。同社初となるGVW22t及び25t新規格車も登場[2]。キャブはカーゴ用のハイウェイキャブ及びダンプ用のオフロードキャブの2種を設定。ハイウェイキャブはヘッドライトをフロントバンパーに配置しており、当時はキャブにヘッドライトを配置する場合が主流であった中、現在は主流であるフロントバンパーにヘッドライトを配置する車種はギガが先駆けと言える。キャブデザイン、ドアやライト類などは同年2月登場の4代目フォワードと、ダブルキャブ車のリアドアは810と共通。GVW25t低床4軸車は国内製大型トラック初となる総輪同型軸（22.5インチ265/60超扁平タイヤ、後に19.5インチへ変更）を採用。GVW22t車及び20t車は従来通り。グレードはスペースクルーザー（ダンプのみキングダンプ名義）、ハイカスタム、カスタム、標準仕様、リミテッドの5種を設定。最上級グレードであるスペースクルーザーは電動カーテンや木目調パネル、合皮巻ステアリング&シフトノブなどが装備されたものの、最下級グレードであるリミテッドは1人乗りであった[3]。
- 1995年6月12日 - トラクタ系[1]、全輪駆動車を追加。トラクタ系はフロントパネルに専用メッキモールを装備し、モールより内側の箇所はガンメタリックで塗装。
- 1997年：マイナーチェンジで2型となる。型式の末尾に2が入る(例：KC-EXR82D2)。セミトラクタおよびギガマックスはフロントパネルのグリルが8つに分かれた形状となる。大型トラックとしては初めて、全車に運転席SRSエアバッグを標準装備。ディスチャージヘッドライト装着。6×4セミトラクタに国内最高600PSのV型10気筒自然吸気エンジン10TD1を設定。オフロードキャブ・セミトラクタのフロントグリルを3本スリットから6つの穴に別れたスタイルに変更した。4バッグエアサス搭載のギガマックス発売。直6エンジン車はハイキャブ化され、フェンダーゴムが太い形状になっている。直6車はキャブが高くなり専用バンパーが付き、通常よりも高い位置のヘッドライト、通常よりも低い位置のナンバープレートが特徴である。このモデルより、4軸低床車のタイヤは総輪小径化されている。
- 2000年：マイナーチェンジで中期型へ。平成11年排出ガス規制に適合（KL‐）。3型となる(例：KL-EXR52D3)。ハイウェイキャブのフロントパネルのグリルが逆台形のデザインになり、エンジンは、V型が12PE1から8TD1に変更し、直6が6WA1から6WF1・6WG1に変更した。実質ほとんどのモデルが直6エンジンに移行したため、2型の直6車に準じてハイキャブスタイルが標準化された（タンクローリーなど、特装車向けに低キャブ仕様もある）。また、直6エンジンのオフロードキャブ車はハイキャブとなるため、フロントバンパーがハイウェイキャブ用のエアダムなし仕様を流用するようになった（ヘッドライト部分は目潰ししてある）。直6エンジン車のシュノーケルが細長い形状から平べったい形状に変更。
- 2003年6月：デザインに変更はないがマイナーチェンジで4型となる(例：KL-CYL23T4)。平成13年騒音規制に適合。セミトラクタ以外にもフルエアブレーキを標準化し自然吸気のV型エンジンがラインアップから外されインタークーラーターボエンジンにいち早く統一。スムーサーG設定。速度表示灯が廃止されたが、ハイルーフ車にはまだ速度表示灯のレンズ形状がそのまま残っており、ボディカラーで塗装されている。
- 2003年11月：6WF1型エンジン搭載車に平成16年排出ガス規制（新短期排出ガス規制）適合車を追加設定。型式は5型になっている(例：PJ-CYL51V5Z)。KL-車と外見に差異はない。
- 2004年：完成車「Gカーゴ」の設定。
- 2005年8月：マイナーチェンジで6型となる(例：PJ-CYJ51W6)。外見ではフロントバンパーが変更されている。1、2型の低キャブ車用のフロントバンパーを再利用し、新規部品のスペーサーを上部に装着している。灯火器の保安基準適合（オフロードキャブを廃止）。ヘッドライトより低い位置にナンバープレートがあるバンパーは消滅。全車フロントナンバープレートの位置をヘッドライトと同じ高さに統一した。フロントウインカーのレンズを2分割し、外側をウインカー、奥側をフォグランプとした。厳密にはこのコンビランプ自体は2000年MCモデルのスーパードルフィンプロフィア、スペースレンジャーの流用である（この2車のコンビランプはギガ用と外形が同一で、灯室を二分割しフォグランプを足して設計変更したものであった）。これまではキャブのブリスターフェンダーに設置されたサイドウインカーにサイドリフレクターが内蔵されていたが、このリフレクターのみをバンパーコーナーに移動する変更が行われたため、サイドウインカーのリフレクタースペースはダミーになっている。平成16年排出ガス規制（新短期排出ガス規制、PJ‐）に完全対応させる。6SD1型エンジンを6UZ1型エンジンに代替。コスト削減のために全輪駆動車が提携関係にある日野自動車のプロフィアと同様、生産中止となった。全輪駆動車が必要とされる除雪車や農畜車輌などの需要にはプロフィアと同じく、UDトラックス（旧:日産ディーゼル工業）からクオンの全輪駆動車のOEM供給を受ける事で対応している。
- 2006年4月1日：6UZ1型エンジン搭載車に平成17年排出ガス規制適合車を追加。完成車「Gカーゴ」の装備拡充およびショートキャブ・ルーフベッド付きの「スーパーGカーゴ」の追加設定。
- 2007年3月：6UZ1型エンジン搭載車が先行してマイナーチェンジ。実質的に7型だが、型式はなぜか7を飛ばして8型となっている(例：PDG-CYL77V8)。フロントリッドのグリルデザインを“6キューブ”と呼ばれるものへ変更。同時にそれまでフロントウインドウ直下に存在していた黒帯がなくなったも大きな特徴である。「GIGA」ロゴも新デザインになり、フロントのロゴは左側から右側へ移動し、エルフ、フォワードとイメージの共通化が図られた。低キャブ仕様が廃止。全車型が新長期排出ガス規制適合、主力車型に平成27年度燃費基準達成車を設定する。ミリ波レーダー車間距離警報装置、同クルーズコントロールを「VAT」として新開発。バンパー上部のガーニッシュはブラックからガルグレーに変更。
- 2007年6月：6WG1型エンジン搭載車も遅れてマイナーチェンジ。トラクタには電子式車両姿勢制御システム（IESC）を新たに採用。6WF1型エンジンは廃止。
- 2007年10月：危険走行時に自動的に減速し衝突被害を軽減する衝突被害軽減ブレーキを開発。IESCを単車にも展開。
- 2009年2月：カーゴ系車両用ミラーが空力形状となり、ドアウインカーが法規対応(ECE/R48)のため小型化、クリアレンズ化された。また、「VAT」に側方監視モニターを追加した。
- 2010年5月17日:ビッグマイナーチェンジ。実質的な8型であるが、型式の末尾についていた数字が消滅(例：LKG-CYL77A)。末尾のAは初代ギガであることを意味し、ロングシャーシ以外のモデルではAの後ろにシャーシの長さを表すアルファベットが付いている。日野と共同開発した尿素SCRシステムにDPDを組み合わせ、平成21年排出ガス規制に適合。単車は原則として6UZ1型エンジンに統一。ダンプ（CXZ・CYZ）には新たに副変速機付き16段MTを設定。キャブはフロントグリル面積を拡大しエンジン冷却性能を高め、ヘッドライトをフォワード増トン仕様車と同一の物に変更。また、22.5インチホイールをJIS規格の8スタッドからISO規格の10スタッドに変更。

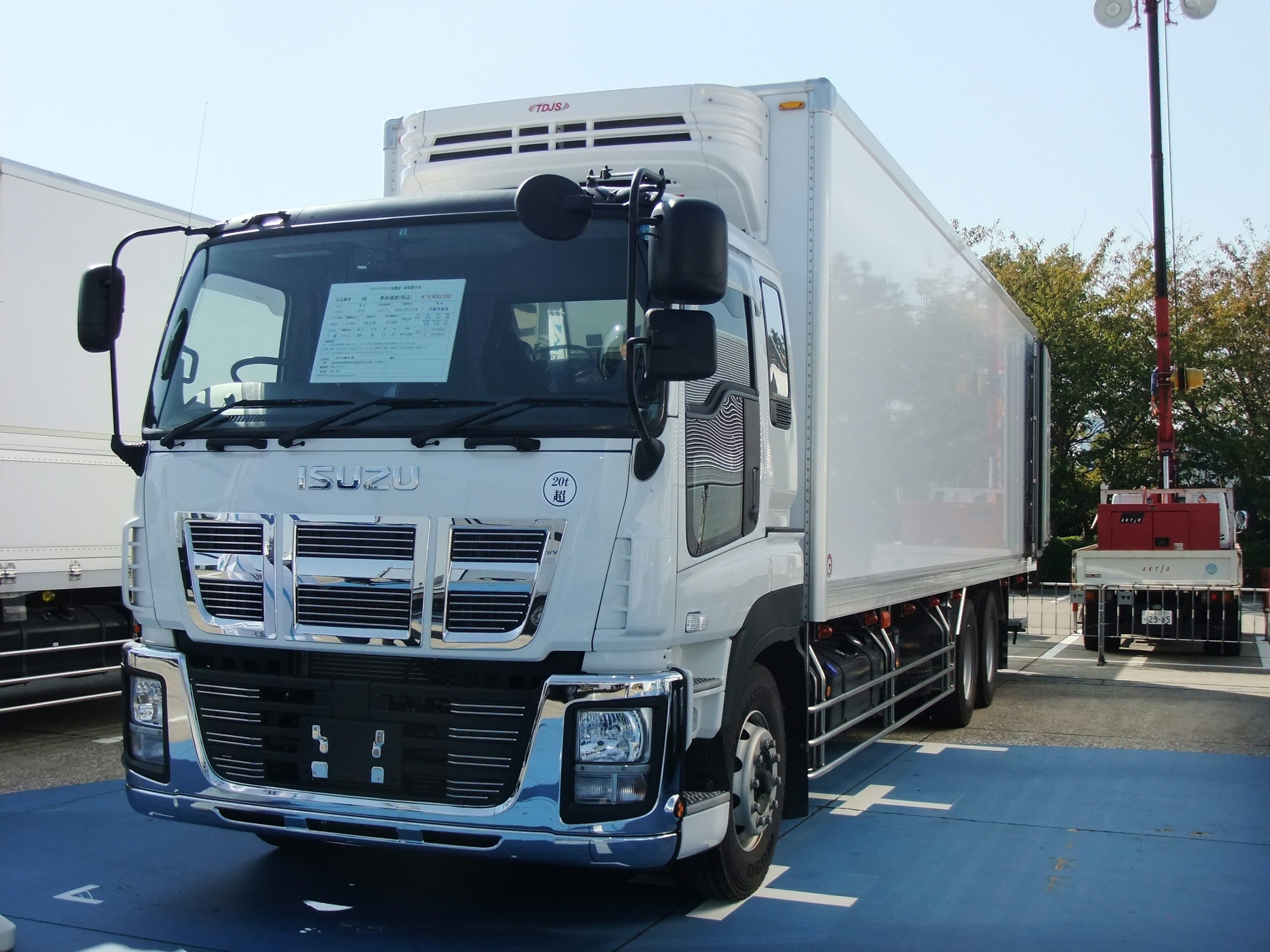
ギガ LKG-CYL77A型　2010年式最終型　フルキャブ

- 2014年10月28日：一部改良。VAT・IESC(電子式車両姿勢制御システム)を標準装備化。3軸車にショートキャブを設定。

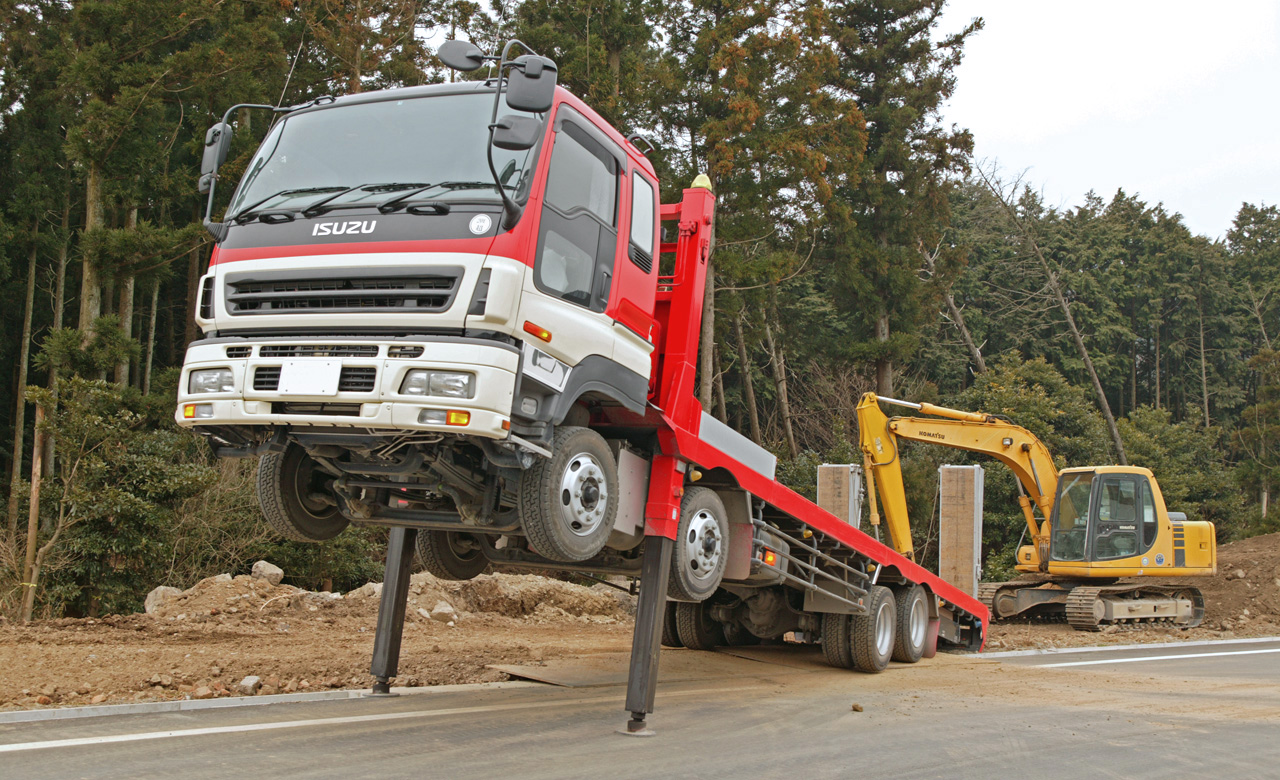
セルフローダー　PJ-CYH系
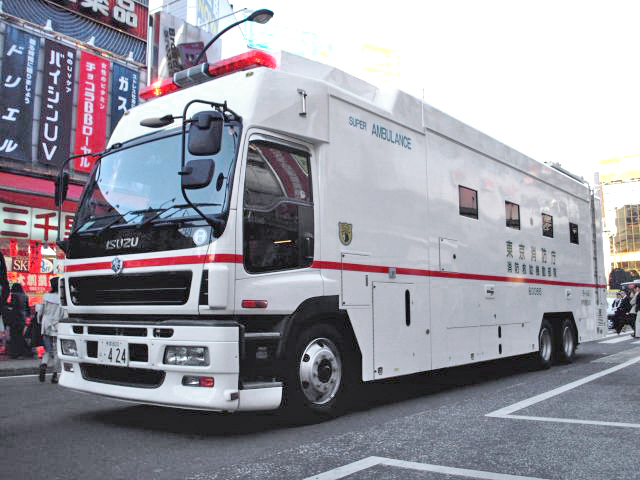
東京消防庁のスーパーアンビュランス　PJ-CYZorCYY系
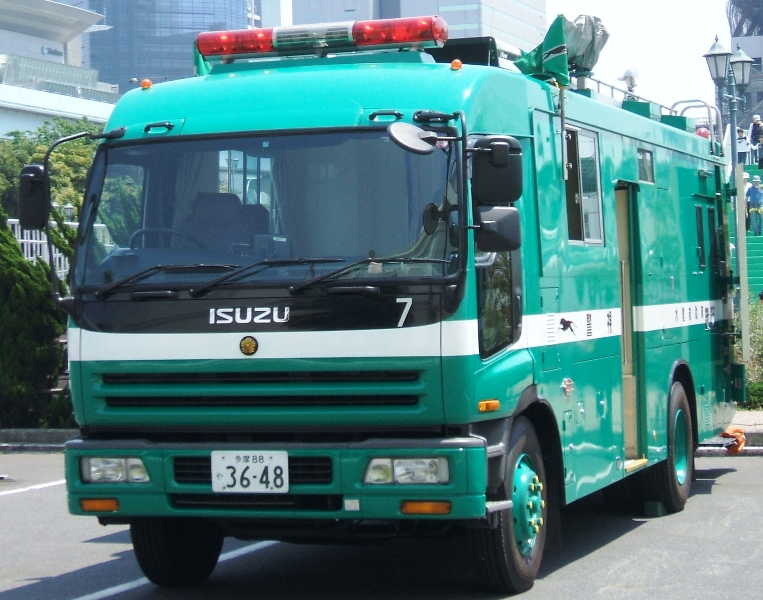
警視庁機動隊の水難救助車　KC-CVR系
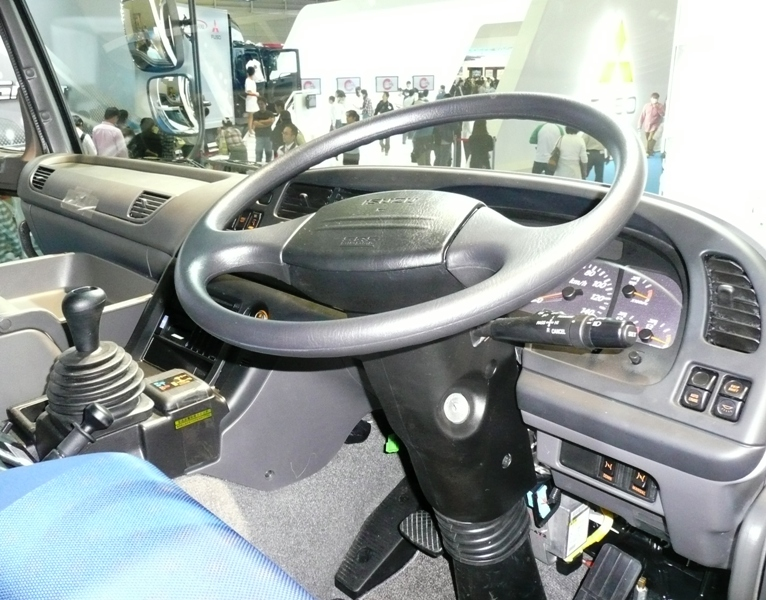
車内
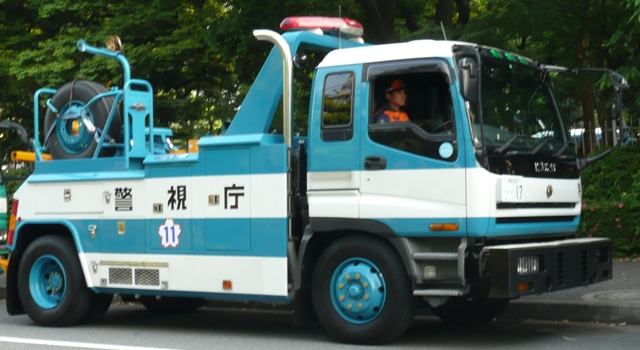
機動隊仕様レッカー車　KC-CVR系
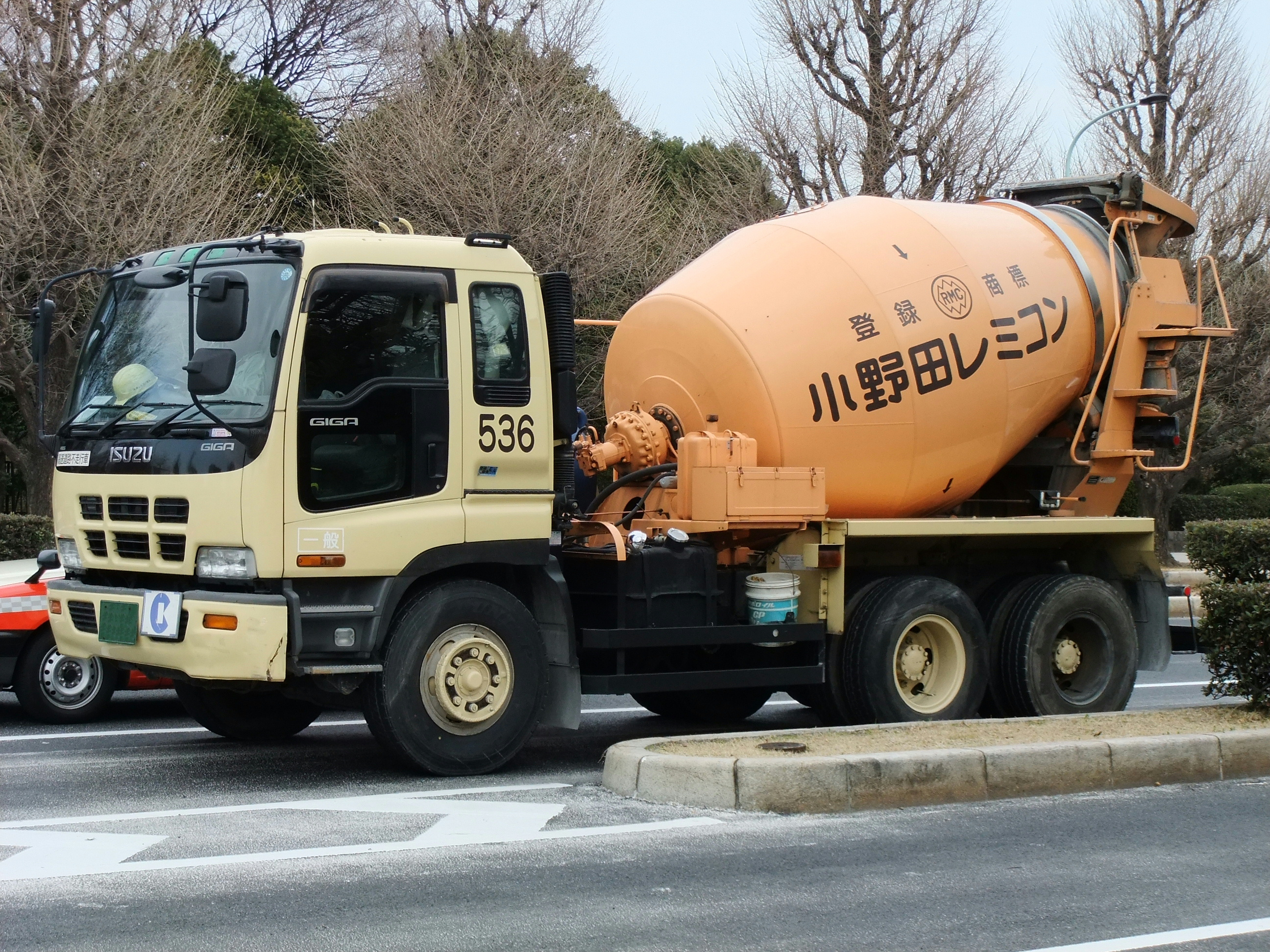
ミキサー車　KC-CXZ81K2型　オフロードキャブ

## 2代目（単車系:2015年-、トラクタ（フルトラクタ・ショートキャブ）:2016年-、トラクタ（セミトラクタ、フルトラクタ・フルキャブ）:2016年-2023年）

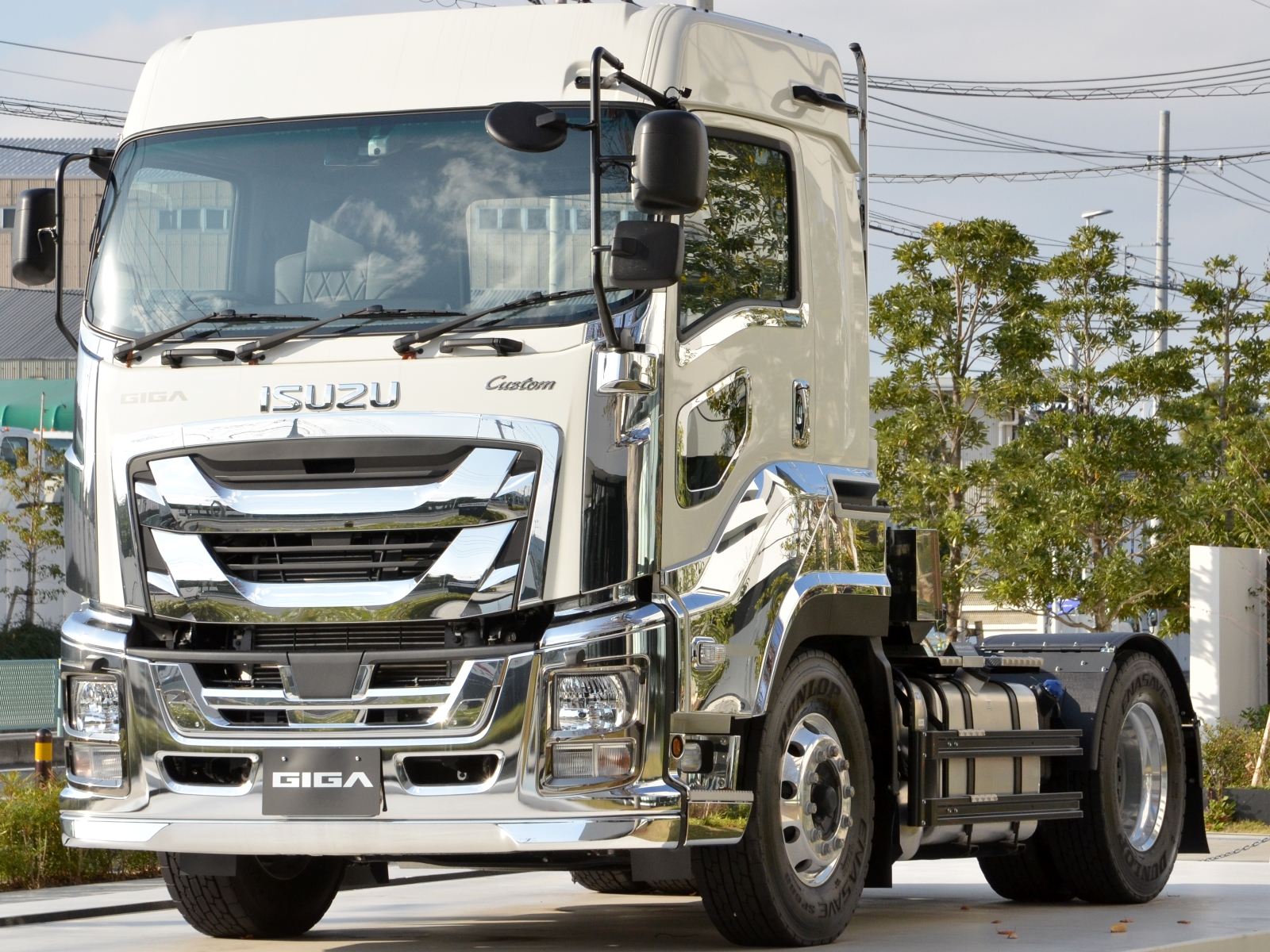
2代目ギガ セミトラクタ カスタム（2016年型）

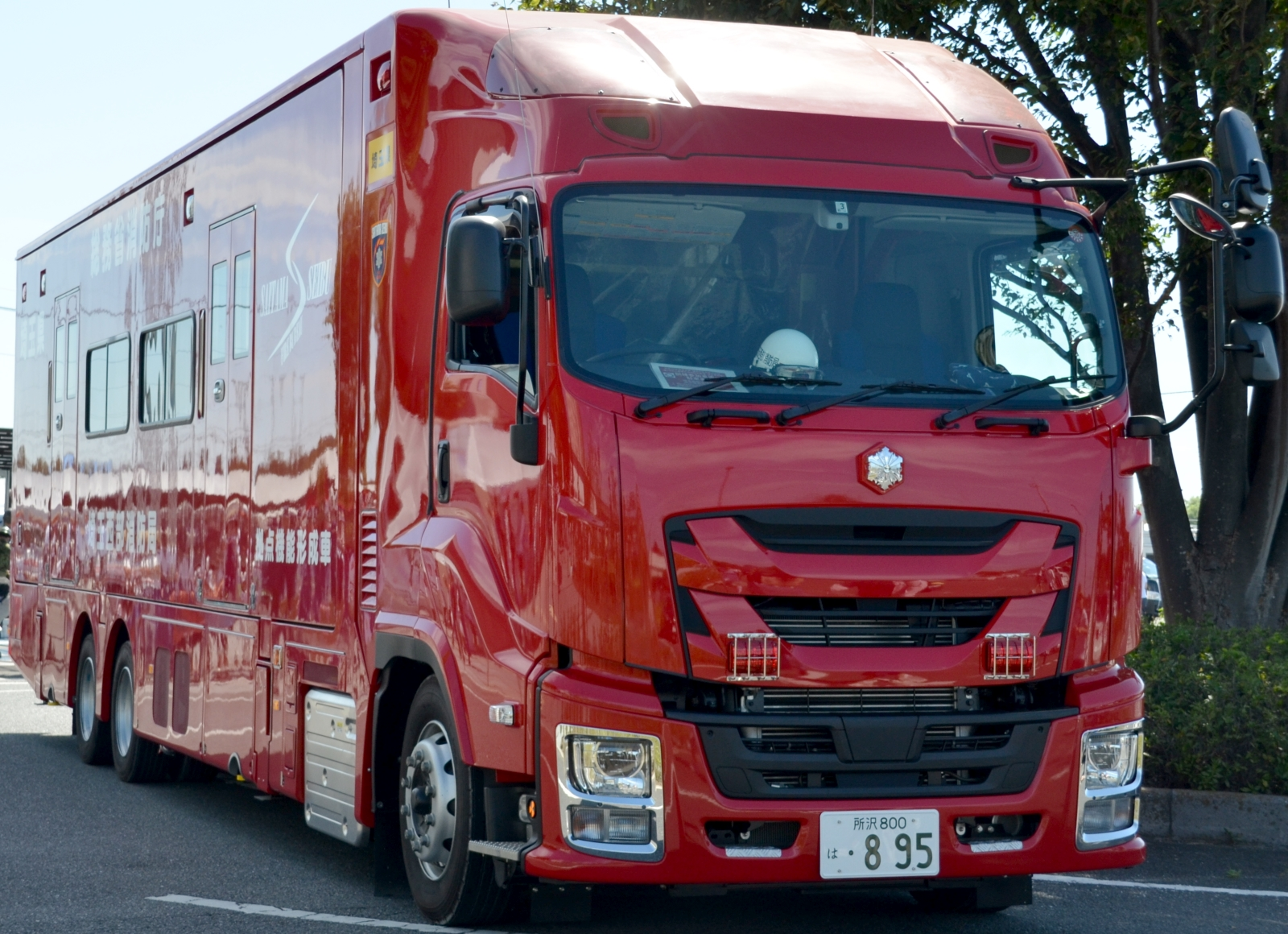
2代目ギガ（2017年型）

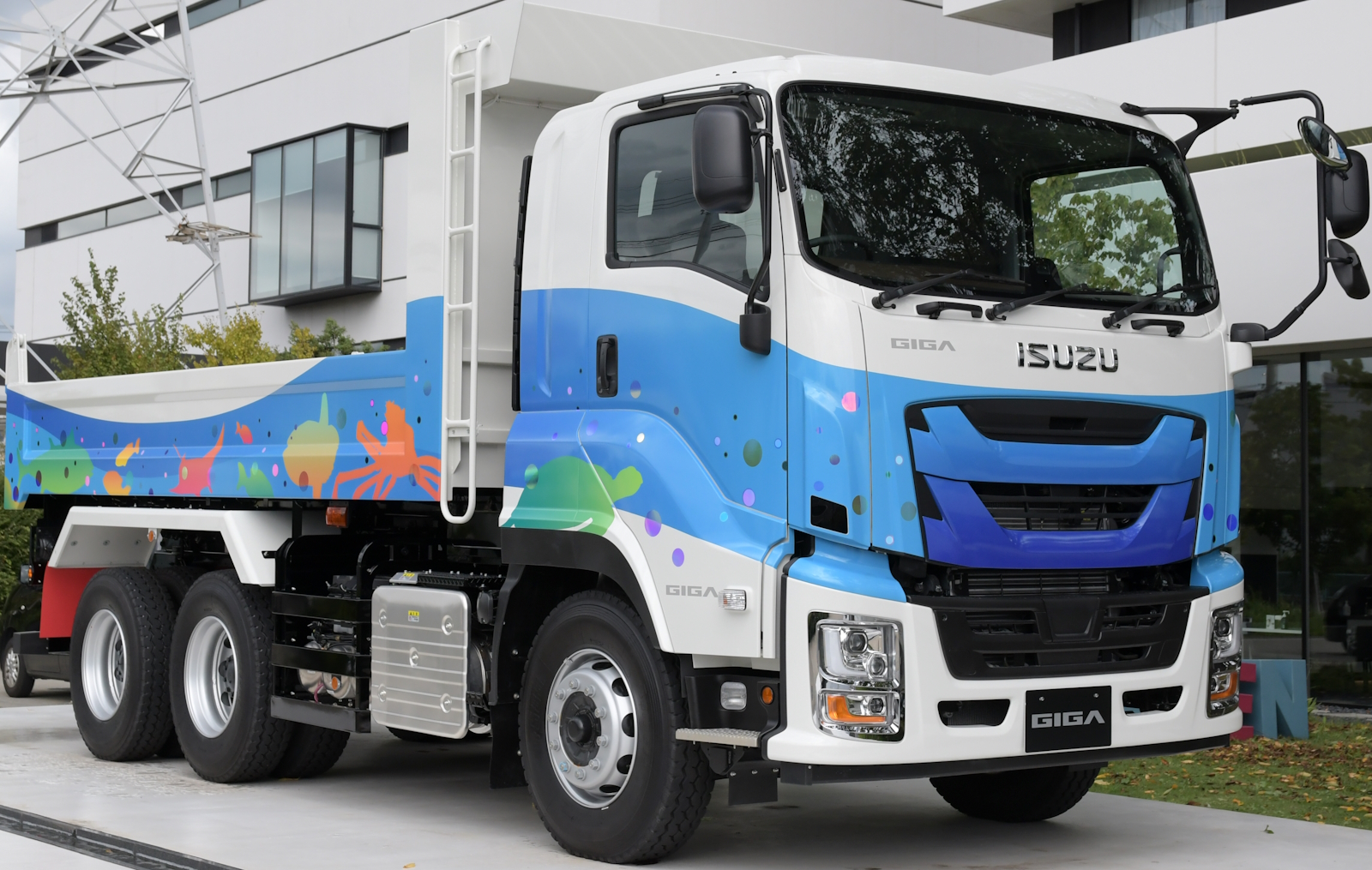
2代目ギガ（2019年型）

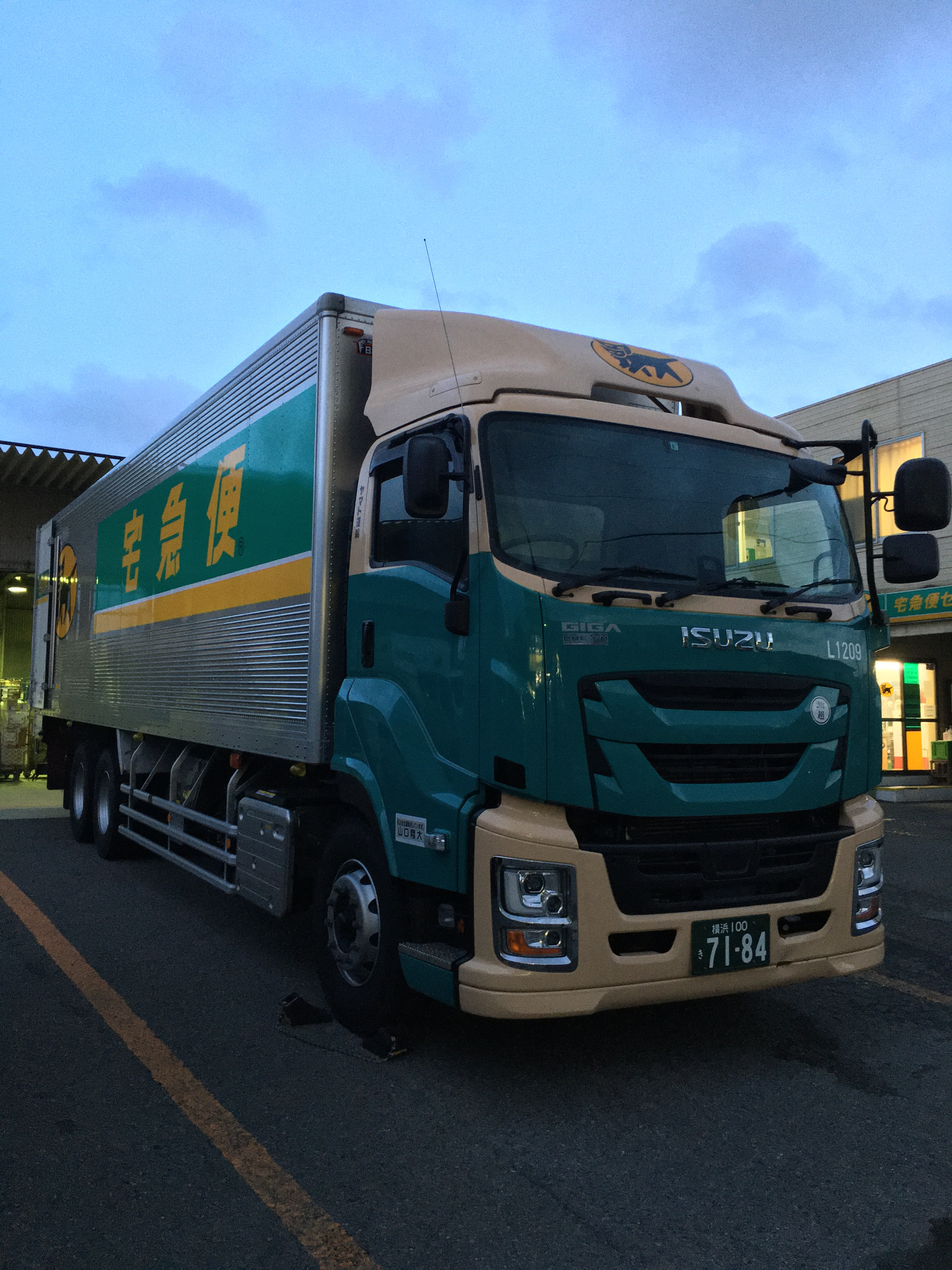
2代目ギガ（ヤマト運輸)

- 2015年 東京モーターショー2015にて発表[4]

- 2015年10月28日：トラクタ系に先行して二代目ギガの単車系をフルモデルチェンジし、全国で発売開始。いすゞ製大型トラックで同じ車名を継続してフルモデルチェンジを行うのはこのモデルが初めてとなる(今まではニューパワー→810→ギガと、FMC毎に車名が変わっていた)。キャッチコピーは「走ろう、いっしょに。」。ギガが提供できる5つの価値から、「ファイブスターギガ」と呼ばれることもある[5]。
  - キャブ骨格および構成部品の大部分を5-6代目フォワードや6-7代目エルフ(標準キャブ除く)と共通化（新型ギガのキャブモノコックそのものはフォワードのワイドキャブと同じである）、ラジエタ開口部を拡大し冷却性能および空力性能ならびに経済性能を向上した。また、ヘッドライトやミラー等の部品は2010年代以降の初代ギガと同一の部品を継続使用し、車内灯等はプロフィアや一部のホンダ車(ただしレンズの突起は大きい)から流用している。
  - キャブ内々装ではインパネをセミラウンドインパネ化し、シートのホールド性及び通気性を向上している。また、ステアリングスイッチ及び4インチ液晶モニターのマルチインフォメーションディスプレイを採用した。
    - キャブはフルキャブ、天井を高くしたフルキャブ・ハイルーフ、ベッドレスのショートキャブ、キャブ上方にベッドを設置した二階建て構造のショートキャブ・マキシルーフと四通り設定されている。また、グレードは標準とカスタムが設定されている。

  - エンジンは排気量9.8Lの6UZ1を継続採用している。ただし、ターボチャージャーを連続可変容量化する等の改良をおこない、低中速のトルクを向上させている。また、ecostop（エコストップ）をカーゴ及びダンプ系に標準装備し、エンジン本体の改良と併せて燃費を向上させている。
  - トランスミッションにおいてはSmoother-Gx（スムーサーGx）を採用している。また、エンジンリターダを標準採用とした事により補助ブレーキの制動能力を向上させている。なお、6UZ1-TCSかつ12段スムーサーGx搭載車においては慣性走行機能「Smartグライド」を採用し、燃費を向上させている。
  - プリクラッシュブレーキシステムはミリ波レーダーに加えてカメラを参照する二重検知方式とする事により、前方の検知精度が大幅に向上している。また、従来の衝突被害軽減ブレーキ機能に加え、移動障害物に対する衝突回避支援機能を追加している。また、カメラが走行車線を認識し、車両が走行車線から逸脱するとシステムが判断した場合、警報音とメーター内の液晶モニターの表示による車線逸脱警報により運転者に警告する機能が追加されている。
  - 旧来のみまもりくんを発展させたMIMAMORIを標準採用とし、様々な情報支援および車両コンディション把握の容易化を実現している。また、MIMAMORIで得た車両データを高度純正整備システムたる「PREISM」において活用する事により、車両稼働率の確保をバックアップする体制を整えている。
  - 上記の新機軸・新機構を備えながら在来車型からの重量増を抑えている。
- 2015年12月24日：CNG車を追加。大型トラックでは初のCNG車であり、エンジンは6UV1を使用している。
- 2016年4月11日：トラクタをフルモデルチェンジ。ショートキャブの標準ルーフ車を追加し、エンジンは6WG1と6UZ1を継続使用するが、6UZ1はターボチャージャーの仕様変更、インタークーラーとラジエーターの大型化、EGRクーラーの高効率化、サプライポンプの変更、新インジェクターの採用、超高圧コモンレールの採用によりトルクアップを図り、燃費を向上させた。また、単車系に新開発の排気量7.8L 2ステージターボの6NX1エンジンを追加した。
- 2017年4月27日：単車系をマイナーチェンジ。平成28年排出ガス規制に適合。スムーサーGx搭載車は慣性走行機能「Smartグライド+g」を採用し、燃費を向上。ヘッドライトと室内灯をLED化した他、メーター照明を常時点灯化した。また、6×4ミキサに6NX1エンジン搭載車を追加した[6]。
- 2017年10月25日：Gカーゴをベースに、アッシュベージュメタリックの専用キャブカラー、ISUZUロゴが刺繍された本革調シート、赤色のシートベルトなどを特別装備した「いすゞ自動車創立80周年記念特別仕様車」を100台限定で販売[7]。
- 2018年6月22日：トラクタをマイナーチェンジ。単車系同様、平成28年排出ガス規制に適合。スムーサーGx搭載車は慣性走行機能「Smartグライド+g」を採用し、燃費を向上。ヘッドライトと室内灯をLED化した他、メーター照明を常時点灯化した。また、4×2エアサス車に、ホイールベース3,830mmの第5輪荷重11.5t車を新規設定した[8]。
- 2019年12月26日：単車系をマイナーチェンジ。キャッチコピーは「もっと走れる明日のために。」。
  - 安全面では、プリクラッシュブレーキシステムには歩行者・自転車検知機能を追加した。また、可変配光型LEDヘッドランプ、ドライバーステータスモニター、ブラインドスポットモニターを全車型に標準装備した他、スムーサーGx搭載車には全車速ミリ波車間クルーズを標準装備した。全高3.8m級のハイルーフを一部車型で標準装備した他、イスリングハウゼン社製シートを一部車型で標準装備するなど居住性の改善が図られた。「MIMAMORI」並びに「PREISM」の機能も追加され、バッテリー電圧などの項目が追加された。タイヤ空気圧モニタリングシステムをオプション設定している他、安全装置の作動状況や使用状況を報告するセーフティドライブ報告機能も装備している[9]。
- 2020年2月27日、レーンキープアシストを単車系の一部車型に、後輪スーパーシングルタイヤを一部車型にそれぞれオプション設定した。レーンキープアシストは車線維持支援機能・車線逸脱抑制機能・低速時パワステアシスト機能も装備している[10]。
- 2020年4月28日、トラクタをマイナーチェンジ。単車系同様に安全面の向上が図られ、プリクラッシュブレーキシステムには歩行者・自転車検知機能を追加した。可変配光型LEDヘッドランプ、ドライバーステータスモニター、ブラインドスポットモニターを全車型に標準装備した他、スムーサーGx搭載車には全車速ミリ波車間クルーズを標準装備した。また、軸重モニターを一部車型に標準装備した。単車系同様に居住性の改善も図られ、全高3.8m級のハイルーフを一部車型で標準装備した他、イスリングハウゼン社製シートを一部車型で標準装備した。「MIMAMORI」並びに「PREISM」の機能も追加され、バッテリー電圧などの項目が追加された。タイヤ空気圧モニタリングシステムをオプション設定している他、安全装置の作動状況や使用状況を報告するセーフティドライブ報告機能も装備している[11]。
- 2021年5月14日、マイナーチェンジ。トラックとしては初となるドライバー異常時対応システム(EDSS：Emergency Driving Stop System)を全車型にオプション設定した。ドライバー異常時対応システムは、異常自動検知型と押しボタン型の併用で、ドライバーステータスモニター（DSM）がドライバーの異常を検知するか、ドライバー自身がEDSSスイッチを押すことで作動する。作動後は登録したメールアドレスへ状況が通知される。ドライバーによるEDSSスイッチの誤操作対策として、EDSSキャンセルスイッチも装備している[12]。
- 2021年7月30日、CNG車をマイナーチェンジ。ディーゼル車同様に安全面の向上が図られ、プリクラッシュブレーキシステムには歩行者・自転車検知機能を追加した。可変配光型LEDヘッドランプ、ドライバーステータスモニター、ブラインドスポットモニターを全車型に標準装備した。ディーゼル車同様に居住性の改善も図られ、全高3.8m級のハイルーフを一部車型で標準装備した他、イスリングハウゼン社製シートを一部車型で標準装備するなど居住性の改善が図られた[13]。
- 2021年10月28日、国産大型トラックでは初となるLNG車を発売。エンジンはCNG車と同じ6UV1-TCNを搭載し、LNG独自の燃料システムを搭載する他、航続距離もCNG車と比較して大幅に向上した[14]。
- 2022年10月4日：単車系をマイナーチェンジ。キャッチコピーは「New Five Star GIGA」。
  - 燃費面では、6UZ1エンジンを改良した他、転がり抵抗の低いタイヤを新規設定するなど、一部車型で2025年度燃費基準適合+5%を達成した。Gカーゴ全車においても、空力の改善が図られ、スポイラー形状のリアフラップとサイドスカートを装着した日本トレクス製の「省エネパッケージ」を新規設定した。
  - 安全面では、スムーサーGx搭載車のレーンキープアシストの性能向上が図られた他、ドライバー異常時対応システムの機能向上が図られ、レーンキープアシストと連動して直線やカーブ走行時に車線内を維持した状態で車両を緊急停止する機能を追加した。また、後退時車両直後確認装置の装着義務化に対応するため、バックカメラを全車型に標準装備した他、標識認識機能並びに標識連動型スピードリミッターを全車型に標準装備した。標識認識機能はカメラが標識を認識し、認識した標識の状況がメーターディスプレイに表示される。
  - 装備面では、一部車型に新高機能シートを採用した他、インテリアの内装色が変更された。また、キーレスライドを新規設定した他、MIMAMORIをフルモデルチェンジし、運行指示書と連携した「商用車ナビゲーション」や「動画ドライブレコーダー」などの新機能を追加した[15][16]。
- 2023年4月にセミトラクタとフルトラクタ・フルキャブがフルモデルチェンジされたが、単車系、フルトラクタ・ショートキャブは継続して販売される[17]。
- 2023年9月4日：マイナーチェンジ。単車系ではGVW25t低床3軸車を新規設定した。フルトラクタ・ショートキャブではダブル連結トラックにも採用可能であるフルエアサスペンションを新規設定した他、日本貨物鉄道（JR貨物）新規格コンテナ対応車を新規設定した。安全性の向上も図られ、ブラインドスポットモニターの性能向上が図られた他、レーンキープアシストのオプション展開を拡大した。また、Gカーゴの床材を竹材に変更した[18]。
- 2024年9月19日に2025年春から、6UZ1-TCCエンジンと6UZ1-TCSエンジンを搭載する7速MT車を子会社のUDトラックスへOEM供給を行い、3代目クオンとして発売する事がいすゞ自動車とUDトラックスから発表され、2024年12月19日に概要が発表された。対象となるのは当該エンジンとトランスミッションを搭載するカーゴ系とダンプ・ミキサ系となる予定で、フルトラクタ・ショートキャブ、薬剤散布車、6UZ1-TCCエンジンを搭載する9速MT車はOEM供給の対象外となる[19][20][21][22]。

なお、フルモデルチェンジに伴い型式末尾の記号が例えば6x2において初代ギガのQKG-CYL77AからQPG-CYL77Bに変更となっている。

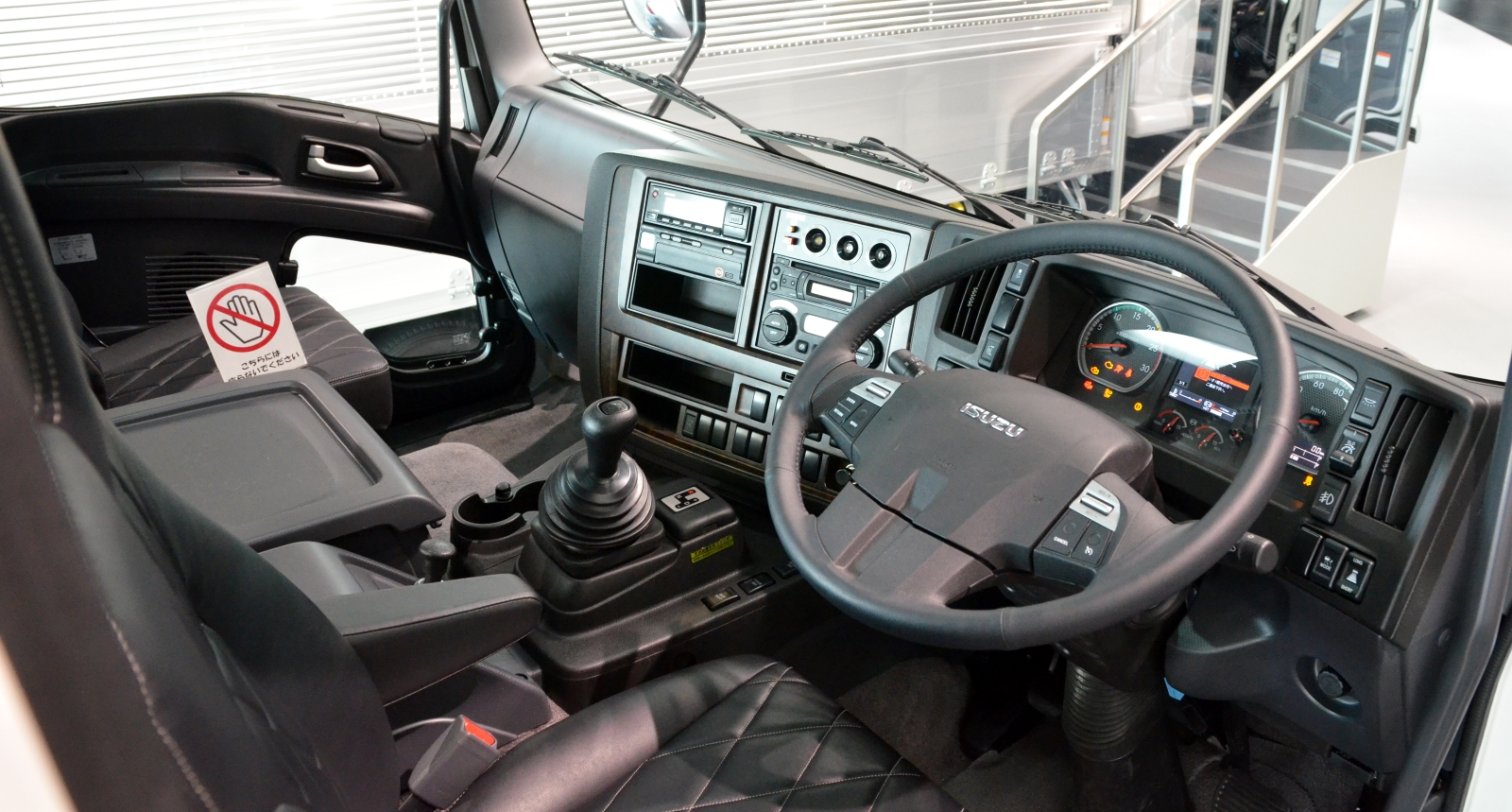
セミトラクタ カスタム（車内）
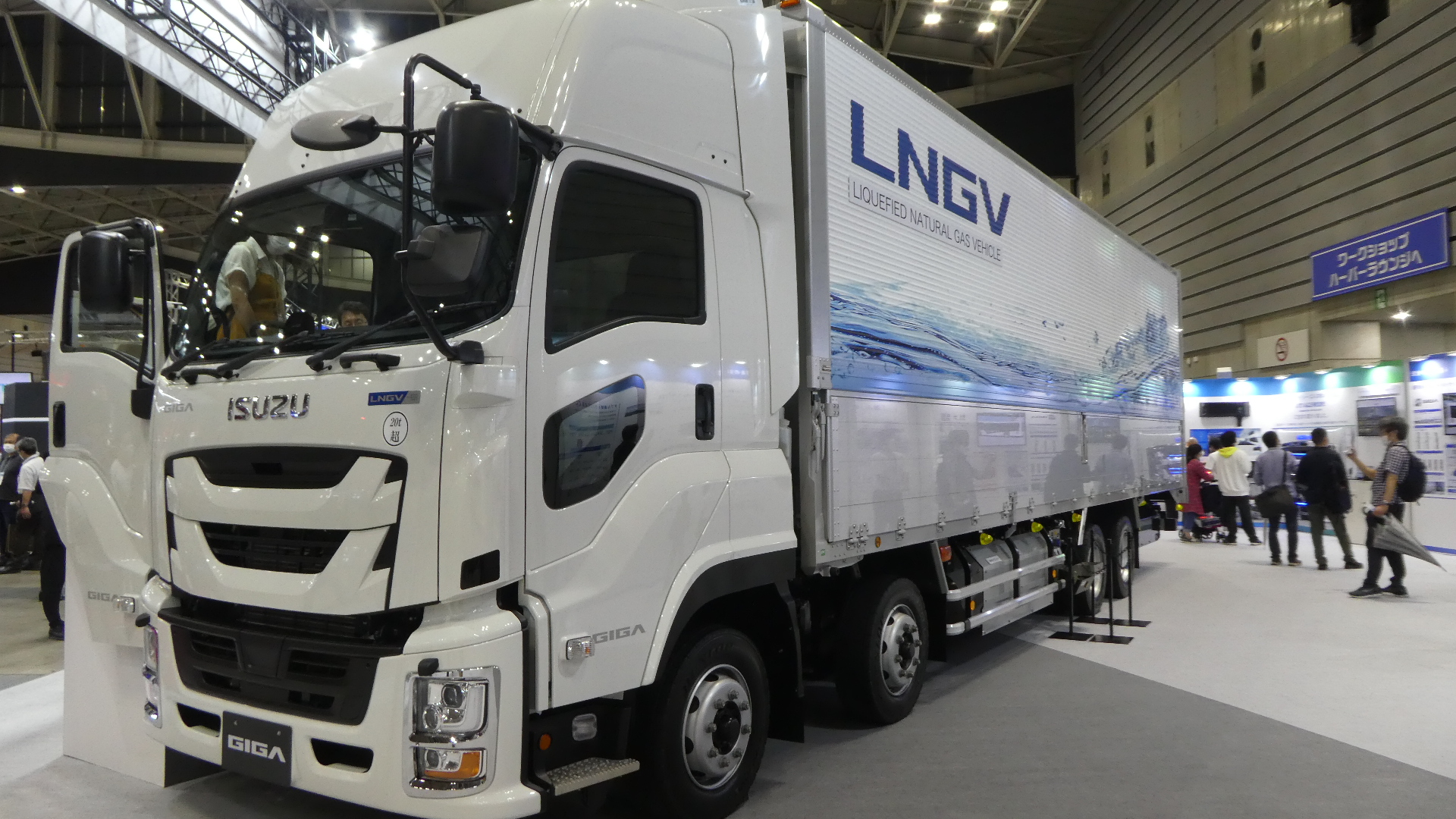
LNG車

## 3代目（トラクタ（セミトラクタ、フルトラクタ・フルキャブ）:2023年-）

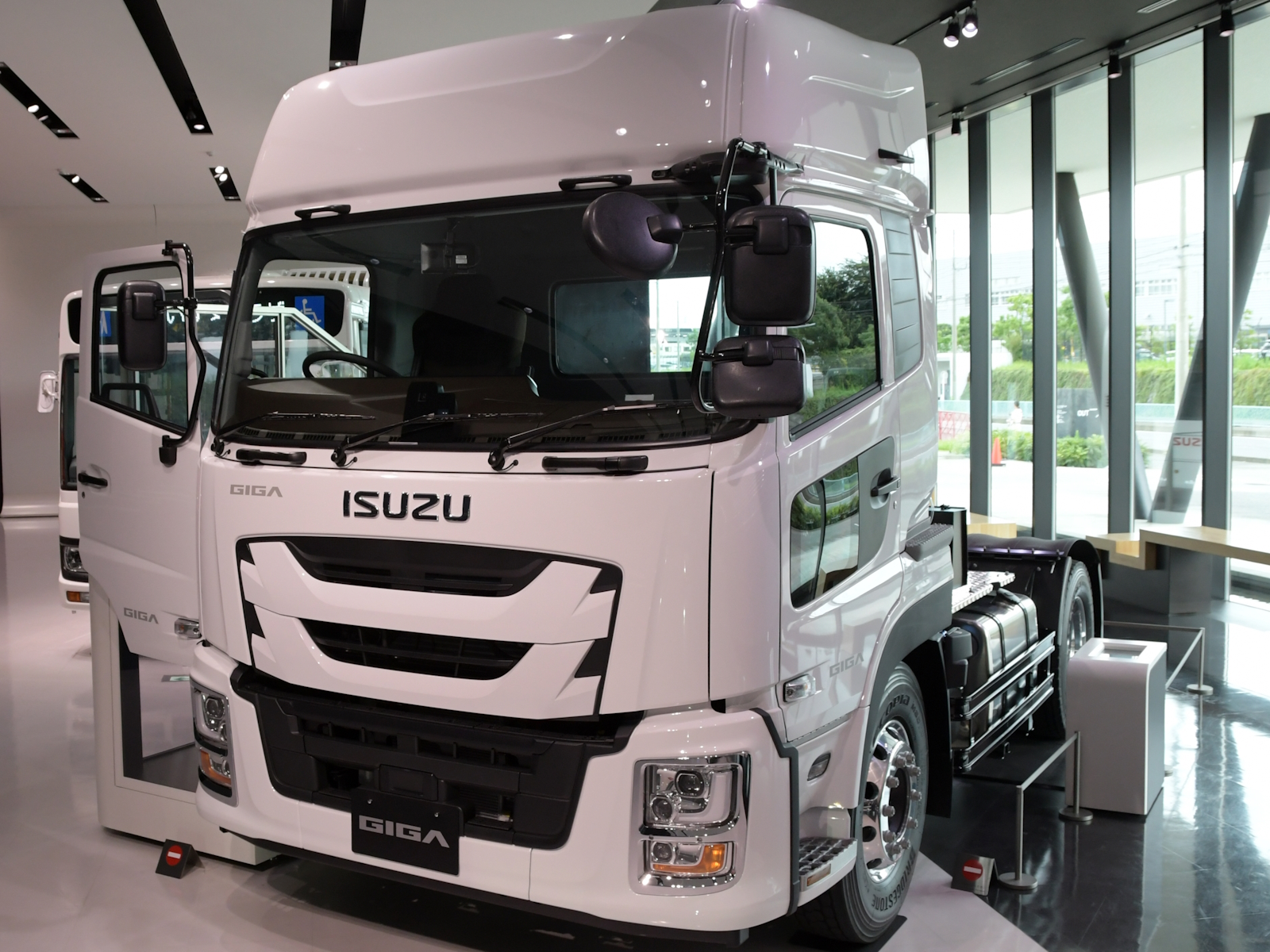
3代目ギガ セミトラクタ

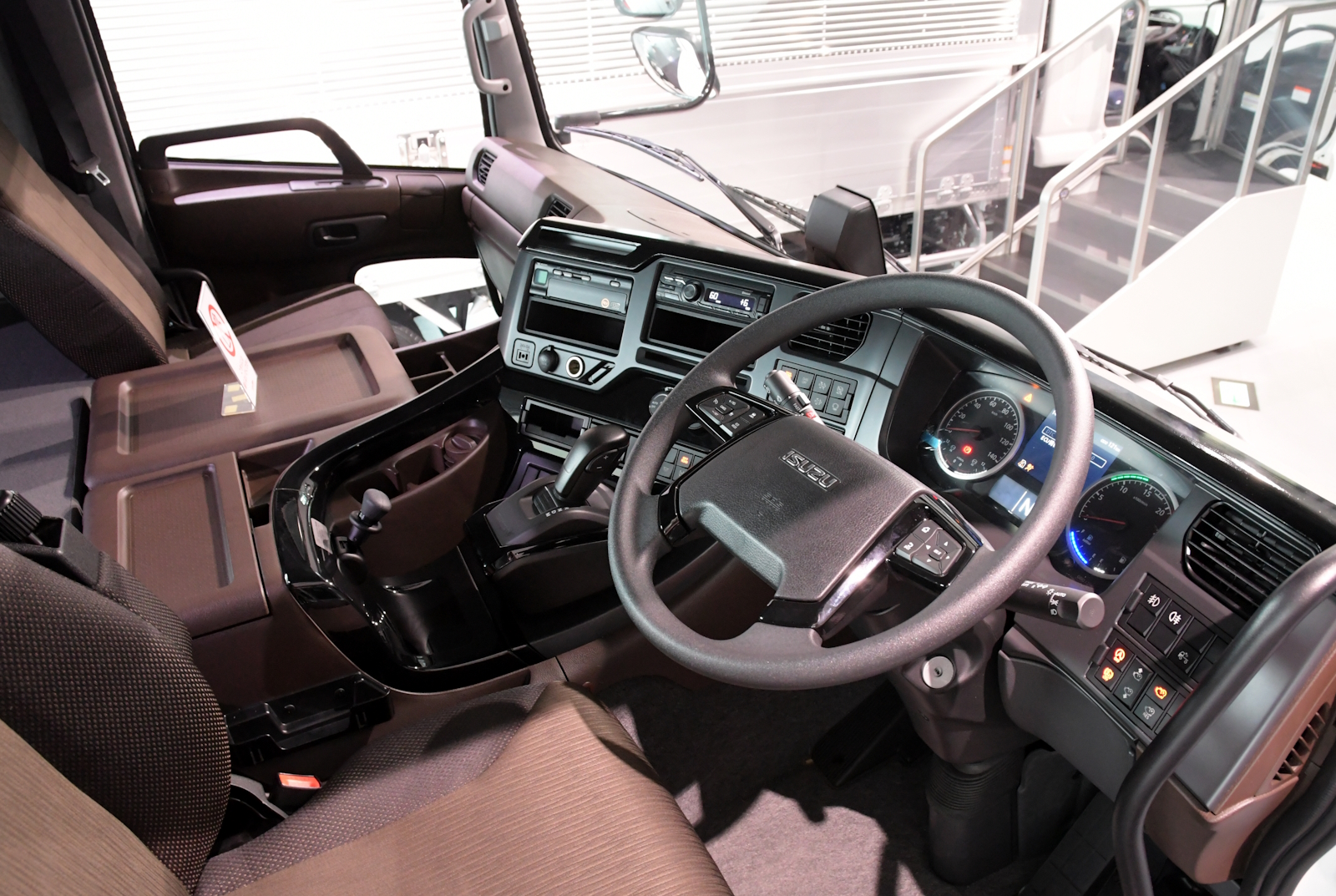
セミトラクタ（車内）

- 2023年3月29日：セミトラクタとフルトラクタ・フルキャブをフルモデルチェンジ（発売は4月4日）[23][24][25][26][27][17]。
  - いすゞ自動車の子会社であるUDトラックスとの初の共同開発モデルとなる。キャブやドライブトレーンなどはクオントラクタをベースとしており、クオントラクタとはエクステリアデザインや機能装備の設定などで差異化を図っている。フロントグリルやフロントバンパーは単車系を流用したが、フロントグリルは若干張り出した形状となっている。クオンフルトラクタにはショートキャブは設定されていないため、フルキャブのみの設定となる他、ギガフルトラクタ・ショートキャブはUDトラックスへのOEM供給は行われない。
  - エンジンはこれまでの6UZ1/6WG1に代わり、UDトラックス製のGH11TDとGH13TCの2機種が用意される。GH13エンジンは、国産トラクターヘッドでは国内最高となる530PSモデルも設定している。セミオートマチックトランスミッションは2代目までのスムーサーGxに代わり、GH11TDエンジン搭載車はESCOT-VIを、GH13TCエンジン搭載車はESCOT-VIIを採用した。フットブレーキも2代目までのドラムブレーキに代わり、クオンと同じ総輪ディスクブレーキを採用した。
  - 車両型式もUDトラックス流となり、EK系（4x2セミトラクタ、クオンGK系）、EW系（6x4セミトラクタ、クオンGW系）、SW系（6x4フルトラクタ、クオンCW系）、SG系（8x4フルトラクタ、クオンCG系）を名乗る。併せて、車台番号もベース車同様「JNCM」で始まる17桁のVIN方式による表記となる。
  - カプラー（連結部分）の製造メーカーは、ベースのクオントラクタがソーシン製に対して、ギガトラクタは横浜車両工業製となっている。
  - インテリアはベースとなるクオントラクタと同一であるが、内装色は単車系と同じブラウン系を採用した。EK系はクオンGK系ではメーカーオプションとなっているベルトインシート、フルオートエアコン、大型センターコンソール、ホット&クールボックス、保温機能付きカップホルダー、サイドミラー電動調整機能を標準装備した。クオンGK系で設定されているカスタムグレードや本革巻ステアリングホイールはEK系では設定されない他、クオンGWに設定されている専用グリルやシート色、エンブレムに相当する加飾はEW系には設定されない。
  - GH13TCエンジン搭載車のステアリングはクオン単車系の一部に装備されているアクティブステアリングを標準装備した。先進運転支援システム（ADAS）はクオントラクタと共通となっており、先代のフルキャブ車にあった斜め前方ミリ波レーダーやドライバー異常時対応システムは装備されない。
  - ギガ単車系に標準装備されるMIMAMORI付きセンターディスプレイ（ディスプレイオーディオ）はUD製車両には装備されない[28]。

## 日本国外生産・輸出
中国では慶鈴汽車において日本と同じギガ（中国名・巨咖）の車名で2017年から生産されている。中国仕様のトラクタは日本市場向けと比べ全長と全高が拡大された専用キャブとなっており、二段ベッドが標準装備されている。中国仕様の単車系は日本仕様と同様にシングルキャブとフルキャブを設定している。
Cシリーズ及びEシリーズが輸出されている地域では、フォワード（海外名：Fシリーズ）の販売はFV*が最大レンジとなる。
オーストラリアとニュージーランドでは、大型トラックにおけるトップシェアを獲得している
海外ではほとんどの地域で初代が継続販売されている。フィリピンでは、トラクタの一部車型を2代目へモデルチェンジしたが、単車系とトラクタの一部車型は初代が継続販売されている。これまでFシリーズFX*系（マレーシア名：ギガ）が最大レンジであったマレーシアでも、2022年7月から2代目の販売を開始した。なお、マレーシアではギガFX*系も継続して販売する。
2024年7月29日に海外仕様のモデルチェンジが発表された。海外仕様の3代目はSシリーズ（単車系）及びEシリーズ（トラクタ）として展開される。Sシリーズ及びEシリーズはUD・クエスターがベースとなり、フロントグリルやフロントバンパーは3代目ギガと同様にギガ単車系から流用する他、ヘッドライトもFシリーズFX*系から流用する。インテリアはクエスターと同一となり、エンブレムをUDからISUZUに変更する程度にとどまる。また、従来のCシリーズ及びEシリーズと併売する地域もある。

## ラインアップ
- CVR(4×2)
- CXK(6×2R)NKサス
- CXM(6×2R)
- CYM(6×2R)GVW20t超
- CYL(6×2R)GVW20t超・エアサス
- CXG(6×2F)
- CXE(6×2F)エアサス
- CYG(6×2F)GVW20t超
- CYE(6×2F)GVW20t超・エアサス
- CXY(6×4)エアサス
- CXZ(6×4)
- CYZ(6×4)GVW20t超
- CYY(6×4)GVW20t超・エアサス
- CVZ(低床6×4)GVW18t仕様
- CXZ-J(低床6×4)
- CYZ-J(低床6×4)GVW20t超
- CYY-J(低床6×4)GVW20t超・エアサス
- CXH(低床8×4)
- CYH(低床8×4)GVW20t超
- CYJ(低床8×4)GVW20t超・エアサス
- CVS(4×4)除雪車専用シャーシ
- CXW(6×6)除雪車専用シャーシ
- CYW(6×6)GVW20t超・除雪車専用シャーシ
- EXR(4×2セミトラクタ)
- EXD(4×2セミトラクタ)エアサス
- EXZ(6×4セミトラクタ)
- EXY(6×4セミトラクタ)エアサス
- EK(4×2セミトラクタ)
- EW(6×4セミトラクタ)
- SW(6×4フルトラクタ)
- SG(8×4フルトラクタ)

2025年春に発売予定のUDトラックス向けの単車系7速MT車は先頭のCがエルフ・フォワード同様にBとなる。

## 搭載エンジン
下表の“区分”は車両型式のアルファベット3文字（上記のC**またはEX*）の次位の数字2桁（単車系、初代・2代目トラクタ）、または車両型式のアルファベット2文字（上記のEK・EW・SW・SG）の次位のアルファベットと数字を組み合わせた2桁（3代目トラクタ）を示す。
| 区分 | エンジン型式 | 形態・方式   | 排気量(cc) | 出力帯(PS) | 搭載期間  |
| ---- | ------------ | ------------ | ---------- | ---------- | --------- |
| 23   | 6SD1         | 直6・TI      | 9,839      | 310-340    | 1994-2005 |
| 50   | 6WA1         | 直6・TI      | 12,068     | 330-390    | 1994-2000 |
| 51   | 6WF1         | 直6・TI      | 14,256     | 330-370    | 1999-2007 |
| 52   | 6WG1         | 直6・TI      | 15,681     | 400-520    | 1997-     |
| 60   | 6NX1         | 直6・TI      | 7,790      | 340        | 2016-     |
| 73   | 6TE1         | V6・NA       | 18,933     | 330-370    | 2001-2003 |
| 74   | 8TD1         | V8・NA       | 24,312     | 410-480    | 2000-2003 |
| 75   | 10TD1        | V10・NA      | 30,390     | 600        | 1997-2003 |
| 77   | 6UZ1         | 直6・TI      | 9,839      | 330-400    | 2005-     |
| 78   | 6UV1         | 直6・TI・CNG | 9,839      | 330        | 2015-     |
| 80   | 8PE1         | V8・NA       | 15,201     | 285        | 1994-2003 |
| 81   | 10PE1        | V10・NA      | 19,001     | 325-360    | 1994-2003 |
| 82   | 12PE1        | V12・NA      | 22,801     | 385-450    | 1994-2000 |
| 5D   | GH11         | 直6・TI      | 10,836     | 390-460    | 2023-     |
| 6D   | GH13         | 直6・TI      | 12,777     | 470-530    | 2023-     |

## 生産拠点
- いすゞ自動車 藤沢工場（単車系、フルトラクタ・ショートキャブ）
- UDトラックス 上尾工場（セミトラクタ、フルトラクタ・フルキャブ）
- 慶鈴汽車 重慶工場

## メーカー完成車シリーズ荷台メーカー
- Gカーゴ/Gカーゴクール - 日本フルハーフ、日本トレクス（日本トレクスは一部車型のみ）
- スーパーGカーゴ - 日本フルハーフ
- ダンプ完成車シリーズ - 新明和工業、極東開発工業
- ミキサ営業完成車 - KYB（メーカー完成車は9速MTのみ）
Gカーゴ融雪剤対策仕様は、フォワードFカーゴウイングシリーズに設定がない日本トレクス製も設定している。KYB製トラックミキサ荷台の7速MT車は、キャブ付き完成シャシーによる架装対応となる。

## 車名の由来
- 英語で「10億」（単位）を意味する giga から。いすゞが扱う一番大きな商品であることから名付けられた[34]。